# Frédéric Bézian

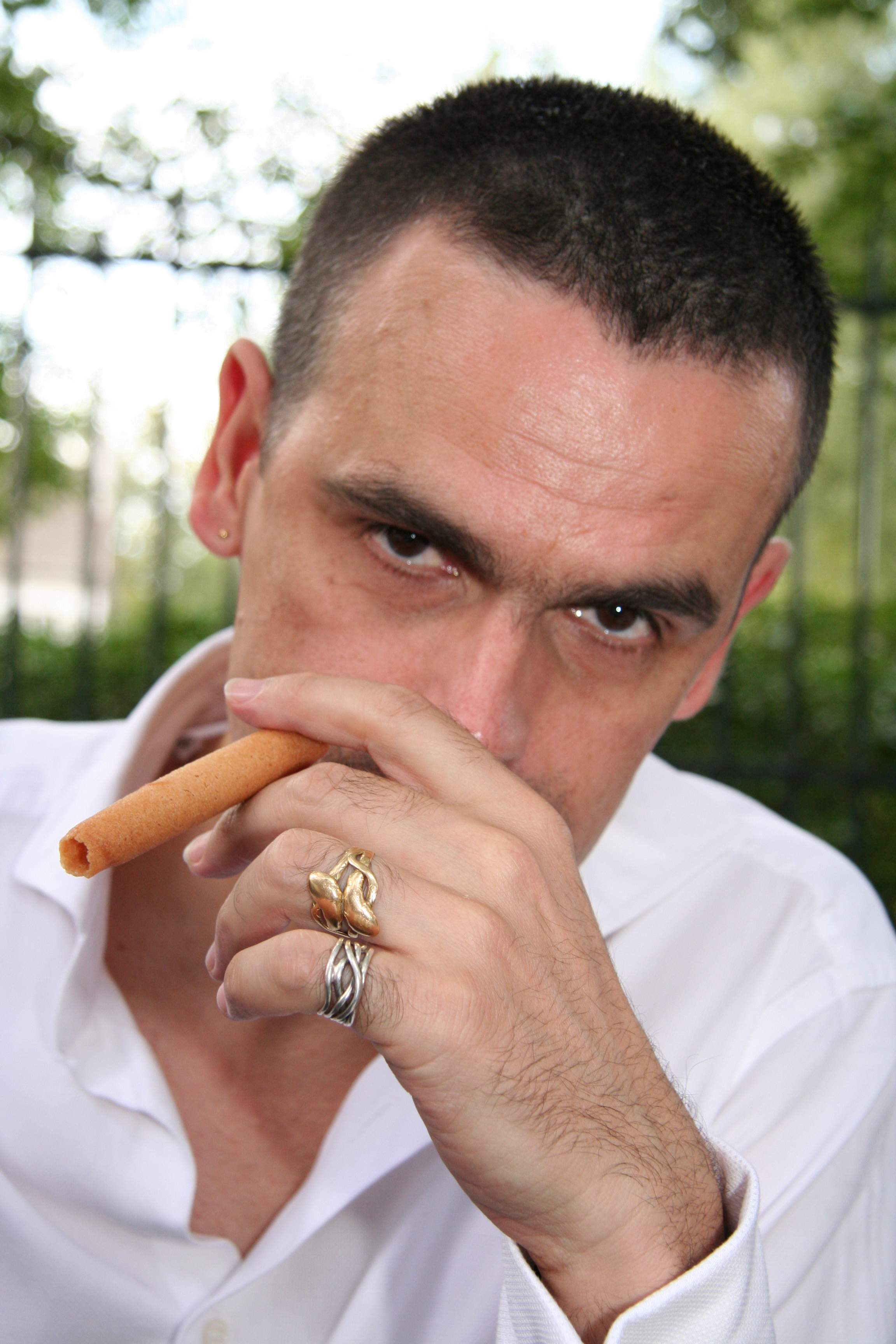
Frédéric Bézian (2007)

Frédéric Bézian (* 25. Mai 1960 in Revel (Haute-Garonne)) ist ein französischer Comiczeichner.

## Leben
Nach diversen Fanzine-Veröffentlichungen in seiner Jugend studierte er von 1978 bis 1981 an der Kunstschule Institut Saint-Luc in Brüssel bei Claude Renard und François Schuiten. 1982 veröffentlichte er in der Reihe Atomium 58 des Verlags Magic Strip den Band L'Étrange Nuit de Monsieur Korb (deutsch: Träume darf man nie vergessen) sowie das Album Ginette, Martine, Josianne ... bei Futuropolis. In der Folge schuf Bézian etliche düstere Comic-Kurzgeschichten im Geiste von Edgar Allan Poe, Oscar Wilde und Franz Kafka. Thematisch verwandt ist auch die preisgekrönte Trilogie Adam Sarlech, La Chambre Nuptiale und Le Testament sous la Neige (deutsch: Der Fluch des Adam Sarlech, Das verborgene Brautgemach und Das Testament unter dem Schnee), die zwischen 1989 und 1993 von Les Humanoïdes Associés publiziert wurde.
In den 1990er Jahren arbeitete Bézian für verschiedene Verlagshäuser. Er wurde schließlich von der auf Animationsfilme spezialisierten Produktionsfirma Les Armateurs als künstlerischer Leiter für die Produktion der TV-Zeichentrickserie Belphégor (2000) engagiert. Zwischen 2001 und 2003 steuerte er Arbeiten zu verschiedenen Comic-Anthologien bei, bevor er 2004 mit Ne touchez à rien (nach einem Szenario von Noël Simsolo) sein Comeback im Bereich der Comic-Literatur feierte. Seitdem veröffentlicht Bézian regelmäßig neue Arbeiten, unter anderem schuf er 2006 einen Band für die Reihe Donjon Monstres.

## Publikationen (Auswahl)
- 1982: Träume darf man nie vergessen (Atomium 58, Band 4) (Edition Becker & Knigge) (franz. Orig.: 1982)
- 1982: Ginette, Martine, Josianne ... (Futuropolis)
- 1983: Fin de siècle (Magic Strip)
- 1986: Totentanz (Magic Strip)
- 1991: Der Fluch des Adam Sarlech (Carlsen Verlag) (franz. Orig.: 1989)
- 1993: Das verborgene Brautgemach (Feest Comics) (franz. Orig.: 1991)
- 1995: Das Testament unter dem Schnee (Feest Comics) (franz. Orig.: 1993)
- 1999: Chien rouge Chien noir (P.M.J. Editions)
- 2004: Ne touchez à rien (Szenario: Noël Simsolo) (Albin Michel)
- 2007: Les garde-fous (Delcourt)
- 2008: Donjon Monster 5: Die Ehre der Soldaten (gemeinsam mit Lewis Trondheim und Joann Sfar) (Reprodukt) (franz. Orig.: 2006)
- 2008: La Belle Vie (Delcourt)
- 2010: Bourdelle, le visiteur du soir (Paris Musées)
- 2012: Aller-retour (Delcourt)
- 2015: Le courant d'art (Soleil Productions)

## Preise und Auszeichnungen
- 1994: Preis der Kritik auf dem Festival International de la Bande Dessinée d’Angoulême für: Das Testament unter dem Schnee.
- 2012: Prix Sheriff d'or der Librairie Esprit BD für: Aller-retour.[3]